# Margon Arena
La Margon Arena è un'arena coperta di Dresda.

## Storia e descrizione
La Margon Arena è stata inaugurata nel 1998: oltre ad eventi sportivi, ospita anche quelli musicale, con una capienza che in questo caso può raggiungere i 4 500 posti; al suo interno sono presenti una sala stampa, locali di pronto soccorso ed un parcheggio di circa 300 posti.
Nella Margon Arena vengono disputate le partite casalinge della squadra femminile di pallavolo del Dresdner Sportclub 1898 e quelle maschili di pallacanestro del Dresden Titans, di pallamano del Handballspielverein Dresden, di hockey su pista del Unihockey Igels Dresden; si svolgono anche gare di atletica leggera.